# Dynamic Pricing
Dynamic Pricing, auch Surge Pricing oder dynamisches Preismanagement, ist eine Preisstrategie, bei der Unternehmen die Preise für Produkte oder Dienstleistungen auf Basis des aktuellen Marktbedarfs anpassen. Es handelt sich dabei um ein Modell, das Preise anhand automatischer Algorithmen berechnet. Dabei werden Faktoren wie die Preisgestaltung der Konkurrenten, Angebot und Nachfrage und andere externe Faktoren miteinbezogen. Außerdem müssen auch verhaltenswissenschaftliche Faktoren berücksichtigt werden.
Das dynamische Preismanagement ist in Geschäftszweigen wie der Hotellerie, bei Reiseveranstaltern und Fluganbietern, sowie im Online-Einzelhandel gängige Praxis. Dabei findet das Dynamic Pricing vor allem im Internet im Online-Versandhandel oder bei Online-Auktionen Anwendung. Bei Fluggesellschaften wird Dynamic Pricing auch verwendet um Flugpreise an bestimmte Tageszeiten, Wochentage und Tage vor Abflug anzupassen. Fluggesellschaften richten ihre Preisgestaltung auch auf die Abflugzeit aus, sowie die durchschnittliche Stornoquote ähnlicher Flüge und die Anzahl der Sitzplätze auf dem jeweiligen Flug. Aus diesem Grund ist es bei Internetpräsenzen von Fluggesellschaften auch oftmals möglich, innerhalb von sehr kurzen Zeitspannen teilweise deutliche Preisschwankungen desselben Produkts festzustellen. Eine Flugbuchung zu einigen Zielen kann so beispielsweise fünf Tage vor Abflug deutlich billiger erstanden werden als zehn Wochen im Voraus gebuchte. Umgekehrt kann ein Flugticket, das nur wenige Stunden vor Abflug gekauft wird, ein Vielfaches des Ausgangspreises kosten.
Die Preisdaten von Mitbewerbern werden automatisiert aus Datenbanken ausgelesen und angepasst. Diese Daten werden durch Preis-Bots zusammengetragen. Ein Computerprogramm errechnet dann anhand der Daten die jeweiligen Preise anhand der Geschäftsregeln. Gerade mit der weiteren Verbreitung von Künstlicher Intelligenz, beziehungsweise dem Maschinellen Lernen, in den Bereichen des Preismanagement, können deutlich komplexere Algorithmen und Verfahren eingesetzt werden.
Bei US-Sportveranstaltungen gibt es ebenfalls das Dynamic Pricing; die Kalkulation muss dann sicherstellen, dass die für die Vereine besonders wichtigen Fans mit Jahreskarte weiterhin in den Genuss der günstigsten Kartenpreise kommen, um sie nicht zu verlieren.
Fahrdienstvermittler verwenden diese Preisstrategie, um ihre Dienstleistung auf Basis von Angebot und Nachfrage an den Märkten anzupassen. In Zeiten großer Nachfrage wird der Fahrpreis mittels eines Multiplikatorfaktors der erhöhten Nachfrage angepasst. Die Fahrdienstvermittler möchten damit bei Engpässen mehr Fahrer auf die Straße bekommen.
Die wirtschaftswissenschaftliche Theoriebildung zum Dynamic Pricing berücksichtigt die Spieltheorie; Unternehmen wollen nicht nur den kurzfristig handelnden Kunden verstehen, sondern auch den strategisch Planenden.

## Formen von Dynamic Pricing
Dynamic Pricing kann in unterschiedlichen Formen auftreten und jede kann zur Erreichung unterschiedlicher Ziele eingesetzt werden.
- Segmentierte Preisgestaltung: Diese Strategie bietet unterschiedliche Preise für verschiedene Kunden. Das bedeutet, dass die Kundenbasis in Segmente unterteilt werden. Beispielsweise können danach "hochwertigen Kunden" (die vielleicht ein höheres Haushaltseinkommen haben) auch höhere Preise angeboten werden. Hier kann man davon ausgehen, dass die Servicefunktionen, wie Schnelligkeit im Versand oder Qualität des generellen Service, für diese Kunden wichtiger sind als der Preis.
- Zeitbasierte Preisgestaltung: Unternehmen können diese Methode der Preisgestaltung verwenden und für die Bereitstellung schnellerer Dienstleistungen einen höheren Preis verlangen oder besondere Zeitabschnitte (Feiertage, Wochenende oder Randzeiten) unterschiedlich im Preis abbilden.
- Preisgestaltung nach exogenen Marktbedingungen: Hier kann auf die Veränderung von Wettbewerbspreisen (was man ursprünglich exklusiv unter dem Begriff Dynamic Pricing verstanden hat), aber auch auf andere Indikatoren (Rohstoffpreise, Marktanteile, "Out-of-Stock"-Situationen …) reagiert werden und der Preis dementsprechend angepasst werden.
- Spitzenpreise: Diese Strategie kann in vielen Branchen genutzt werden, um während der Spitzenzeiten einen höheren Preis durchzusetzen. Als Beispiel kann hier die Preissetzung von Fluglinien zur Urlaubssaison angeführt werden.

## Kritik
Bei der Anwendung von Dynamic Pricing im Einzelhandel des US-amerikanischen Supermarktkonzerns Kroger äußerten unternehmensinterne und externe Kritiker die Befürchtung, die Preisgestaltung nach Faktoren wie Wetter, Lagerbestand und Stoßzeiten könne sich insbesondere die Lebenssituation armer Personen mit geringer Freizeit zur Flexibilisierung ihrer Einkaufsgewohntheiten auswirken. Ein ebenfalls kritisiertes Pilotprojekt mit Microsoft zu Gesichtserkennung, das laut der Kritiker eine personalisierte Bepreisung hätte ermöglichen können, wurde laut Konzernangaben im Oktober 2024 eingestellt.